# Emilia Fahlin
Sonia Emilia Marie Fahlin (nascida em 24 de outubro de 1988) é uma ciclista sueca de ciclismo de estrada. Profissional desde 2007, é atual membro da equipe Alé Cipollini.

## Londres 2012
Competiu nos Jogos Olímpicos de Verão de 2012 em Londres, onde fez parte da equipe sueca que terminou em décimo sétimo lugar no contrarrelógio por equipes feminino. Na estrada individual, obteve a décima nona posição.